# Polární čepičky Marsu

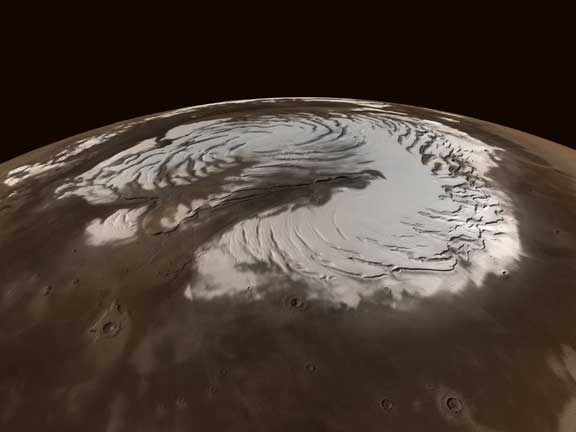
Severní čepička planety

Polární čepičky Marsu jsou dvě tělesa v oblasti marsovských pólů, které jsou tvořeny směsicí vodního ledu a suchého ledu tvořeného z oxidu uhličitého. Polární čepičky jsou pomocí teleskopu viditelné i ze Země jako bílé skvrny na horním a dolním okraji kotouče. Jedná se o výrazné činitele, které utvářejí atmosférické pochody na povrchu planety. Pozorovány byly již v 17. století.
Výzkumu polárních čepiček se v poslední době dostává zvýšeného zájmu, jelikož se zde možná dají objevit odpovědi, které by jasně řekly, kolik vody se na povrchu planety dříve nacházelo, a co se s ní stalo. Současně lepší pochopení pravidelných sezónních cyklů umožňuje lepší pochopení celkového chování atmosféry Marsu a klimatu. Na začátku 21. století bylo například prokázáno, že část vody ve formě vodní páry je schopna cirkulovat mezi severní a jižní polární čepičkou skrze vrchní vrstvy atmosféry.
Po dobu, co mohli vědci přesněji čepičky měřit, mj. co do plochy, kterou zaujímají (např. v rámci projektu Mars Global Surveyor), zjišťují, že plocha vodního a suchého ledu se mění i z dlouhodobého hlediska. Podle vědců z Ames Research Center při NASA může být důvodem vítr; jinými odůvodněními jsou sopečná činnost a neantropogenní globální oteplování.

## Severní polární čepička
Severní polární čepička je tvořena převážně z vodního ledu, který v pravidelných cyklech sublimuje a zase dopadá na povrch planety. Severní polární čepička zabírá přibližně 1200 km s průměrnou tloušťkou ledu 1,03 km (maximální 3 km) rozkládajíce se na území velkém jako 1,5 Texasu. Její povrch je značně zbrázděn kaňony a trhlinami. Množství vody, které by po roztátí obsahovala, se odhaduje na 1,2 miliónů km³, což odpovídá polovině všeho ledu v Grónsku (k rok 1998) či 4 % ledové pokrývky Antarktidy.
Severní polární čepička pravidelně mění svou velikost v závislosti na aktuálním ročním období, které na severní polokouli Marsu panuje. Během zimy na severní polokouli dochází k tomu, že přibližně 30 % atmosféry Marsu zmrzne a spadne na povrch, čímž vytvoří v oblasti čepičky 2 metrovou vrstvu nového ledu. Tato vrstva následně během jara opět roztaje a plyn se uvolní nazpět do atmosféry.
Jižně od čepičky se nachází skupina hor Abalos Colles.

## Jižní polární čepička
Jižní polární čepička je tvořena převážně ze suchého ledu. Je složena ze dvou vrstev, kdy svrchní je tvořena přibližně 8 metry zmrzlého oxidu uhličitého a spodní vrstva je tvořená ze zmrzlé vody, jenž sahá do značné hloubky. Data získaná sondou Mars Express naznačují, že kdyby všechna voda z této oblasti roztála, že by zaplavila celý povrch Marsu do výšky 11 metrů.
O výzkum jižní polární čepičky se neúspěšně pokoušela sonda Mars Polar Lander, se kterou bylo ztraceno spojení během průchodu atmosférou.